# Каланьяс

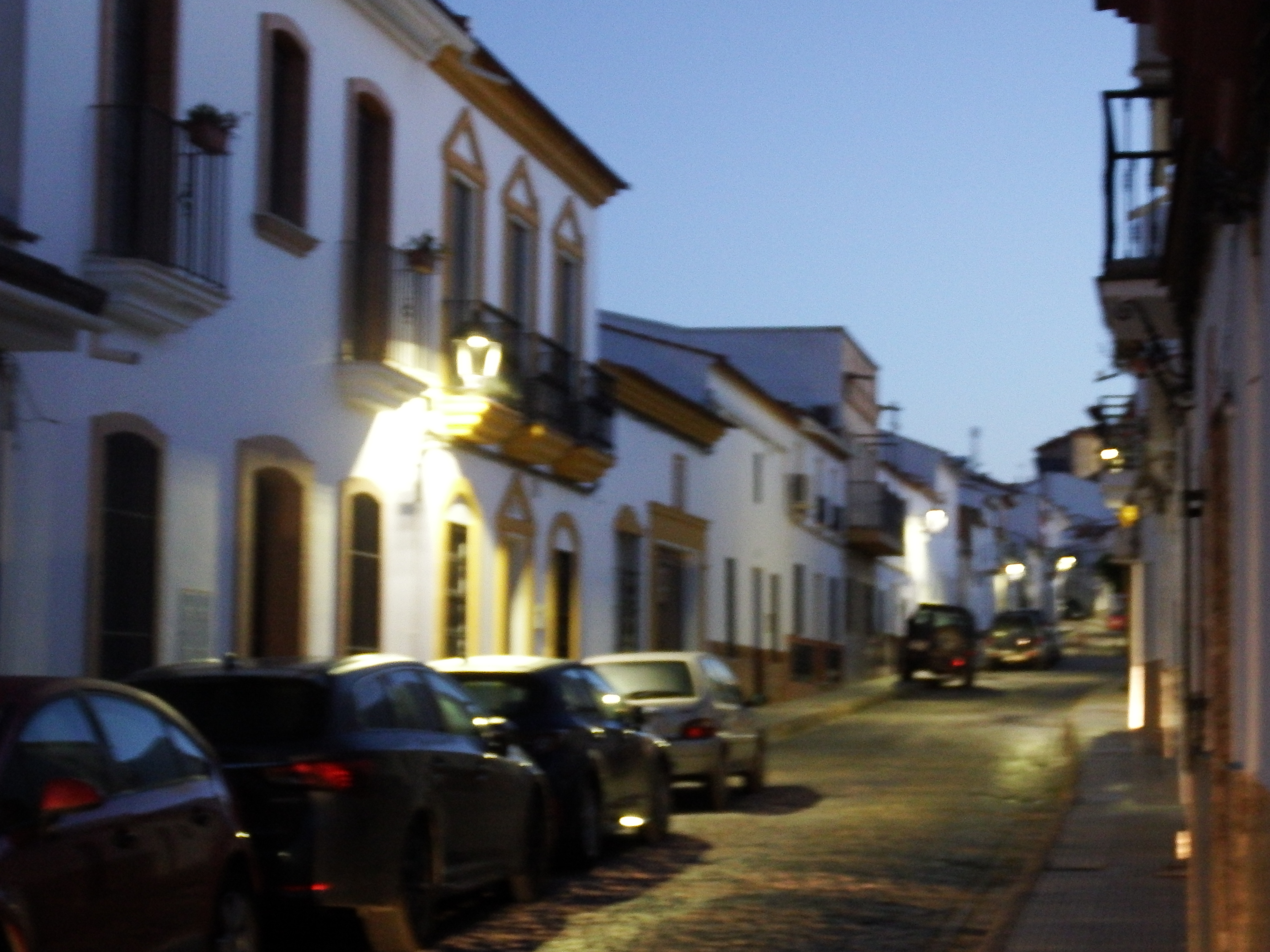

Каланьяс (ісп. Calañas) — муніципалітет в Іспанії, у складі автономної спільноти Андалусія, у провінції Уельва. Населення — 4284 особи (2010).
Муніципалітет розташований на відстані близько 410 км на південний захід від Мадрида, 44 км на північ від Уельви.
На території муніципалітету розташовані такі населені пункти: (дані про населення за 2010 рік)
- Каланьяс: 2628 осіб
- Перруналь: 211 осіб
- Ла-Сарса: 1244 особи
- Сотьєль-Коронада: 201 особа

## Демографія
Динаміка населення (INE ):